# Buda de esmeralda

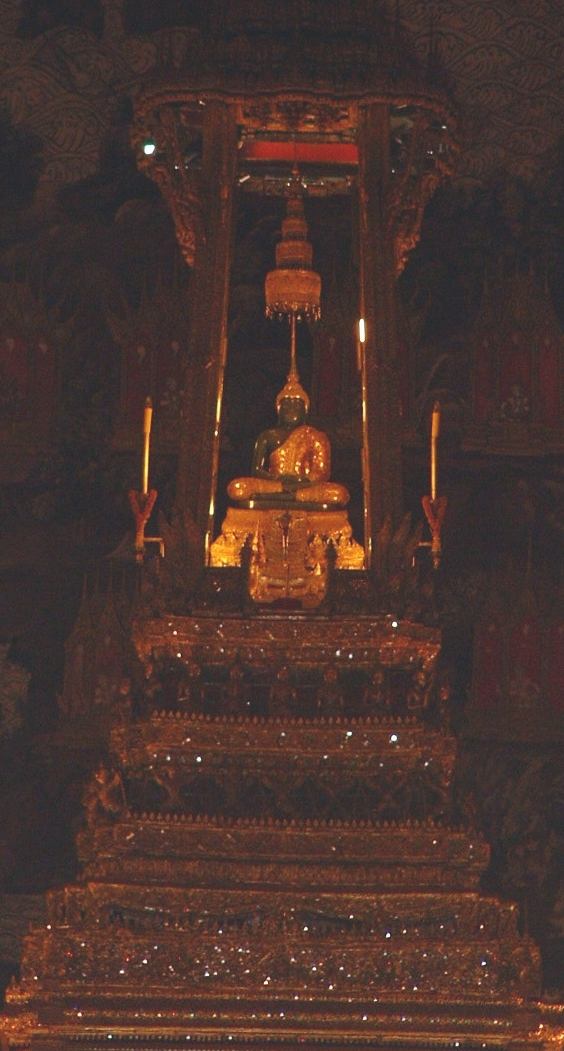
Buda de Esmeralda.

El Buda de Esmeralda (en idioma tailandés, พระแก้วมรกต - Phra Kaew Morakot, o en su nombre oficial พระพุทธมหามณีรัตนปฏิมากร - Phra Phuttha Maha Mani Ratana Patimakorn) es el paladio de Tailandia. 
Es una pequeña representación de Buda Gautama sentado, hecha con jade verde (no de esmeralda) y vestido con ropajes de oro, con una altura aproximada de unos 45 cm. La figura está ubicada en el Templo del Buda de Esmeralda (Wat Phra Kaew) dentro de los terrenos del Gran Palacio de Bangkok.

## Historia
Según cuenta la leyenda, el Buda de Esmeralda fue creado en la India en 43 a. C. por Nagasena, un monje que seguía las enseñanzas de Buda, en la ciudad de Pataliputra (hoy Patna). Según cuentan, tras permanecer en Pataliputra durante trescientos años, el Buda fue llevado a Sri Lanka para protegerlo de una guerra civil.
En 457 el rey Anuruth de Burma (hoy Birmania) envió una misión a Ceilán (hoy Sri Lanka) para pedir los cánones del budismo y el Buda de Esmeralda, con la finalidad de apoyar el budismo en su país. Se aceptaron sus solicitudes pero el barco se perdió en medio de una tormenta en el viaje de vuelta y terminó tomando tierra en Camboya. Cuando los tailandeses capturaron Angkor Wat, el Buda de Esmeralda fue trasladado a Ayutthaya, Kamphaeng Phet, Laos y finalmente Chiang Rai, en dónde el gobernador de la ciudad lo escondió. En cualquier caso, algunos historiadores de arte describen al Buda como perteneciente al estilo Chiang Saen del siglo XV, lo cual querría decir que su origen es Lanna.
Las fuentes históricas indican que la estatua se encontraba en el territorio de la zona norte de Tailandia, en el reino Lanna, en 1434. Existe un relato sobre su descubrimiento que explica que un rayo golpeó una pagoda en un templo de Chiang Rai, después del cual se hizo visible algo bajo el estuco. Tras la excavación se descubrió el buda, y la gente creyó que la figura estaba hecha de esmeralda (de ahí su nombre). El rey Sam Fang Kaen lo quería en su capital, Chiang Mai, y lo mandó transportado en un elefante. Sin embargo, el elefante que lo llevaba insistió en tres intentos que se realizaron, en llevarlo siempre a Lampang. Esto fue interpretado como una señal divina, y el Buda de Esmeralda permaneció en Lampang hasta 1468, cuando finalmente fue trasladado a Chiang Mai, al templo de Wat Chedi Luang.
El Buda de Esmeralda permaneció en ese templo hasta 1552, momento en que volvió a ser trasladado, esta vez a Luang Prabang, capital del reino de Lao. Algunos años antes, el príncipe de Lan Xang, Setthathirath, había sido invitado a ocupar el trono vacante de Lanna, pero también se convirtió en rey de Lan Xang a la muerte de su padre, Photisarath. Volvió a casa llevando consigo la figura del Buda. En 1564, el ya rey Setthathirath lo trasladó a su nueva capital, Vientián.
En 1779, el general Thai Chao Phraya Chakri (Rama I) capturó Vientián y se llevó el Buda de Esmeralda con él a Thonburi. Tras convertirse en el rey Rama I de Tailandia, llevó el Buda de Esmeralda en una gran ceremonia a su actual localización en el Templo del Buda de Esmeralda, el 22 de marzo de 1784. El Buda se encuentra en el templo principal del templo, el Ubosoth. Hoy es uno de los grandes símbolos del complejo arquitectónico del Gran Palacio o Palacio Real, todo un icono de la ciudad de Bangkok.

## Ropajes
El Buda de Esmeralda en sí mismo es simplemente la estatua de jade, pero está a su vez adornado por unas vestimentas hechas de oro. Hay tres distintas, siendo el Rey de Tailandia el encargado de cambiarlas en una ceremonia en los cambios de estación (alrededor de marzo, julio y noviembre). Las vestimentas, por tanto, corresponden a las estaciones de verano, invierno y de las lluvias.
Las dos vestimentas que no están en uso en cada momento se muestran en el Pabellón de Regalia, para que las pueda ver el público.